# Penitentiary III
Série
Penitentiary 2
(1982)
Pour plus de détails, voir Fiche technique et Distribution.
Penitentiary III est un film américain réalisé par Jamaa Fanaka (en) et sorti en 1987. Troisième volet de la série : Penitentiary et Penitentiary 2

## Synopsis
Too Sweet est accusé de meurtre et est envoyé en prison. Il doit se battre contre d'autres détenus pour survivre.

## Fiche technique
- Réalisateur : Jamaa Fanaka
- Scénariste : Jamaa Fanaka
- Producteurs : Jamaa Fanaka et Leon Isaac Kennedy
- Distributeurs : Cannon Film Distributors (1987) (USA) et Warner Home Video (1988) (USA)
- Genre : Drame
- Durée : 90 min
- Année de production : 1987
- Date de sortie : 4 septembre 1987
- Musique originale : Garry Schyman

## Distribution
- Leon Isaac Kennedy (en) : Martel « Too sweet » Gordone
- Anthony Geary (en) : Serenghetti
- Steve Antin : Roscoe
- Danny Trejo : See Veer
- Ric Mancini : Le directeur Warden
- Marie Burrell Fanaka : Chelsea Remington
- Raymond Kessler : Midnight Thud Jessup
- Rick Zumwalt : Joshua
- Magic Schwarz : Hugo
- Jim Bailey (en) : Cleopatra
- Big Bull Bates : Simp
- Big Yank : Rock
- Bert Williams : Tim Shosh
- Mark Kemble : Rufus
- Jack Rader : Fred
- Madison Campudoni : El Cid
- George Payne : Jess
- Drew Bundini (en) : Sugg
- Ty Randolph : Sugar

## liens externes
- Ressources relatives à l'audiovisuel :   - AllMovie
  - Allociné
  - IMDb
  - OFDb
  - The Movie Database